# Turtleneck & Chain
Turtleneck & Chain er det andet studiealbum af den amerikanske komediegruppe The Lonely Island,  som er sammensat af skuespillerne og barndomsvennerne Andy Samberg, Akiva Schaffer og Jorma Taccone. Albummet blev udgivet 10. maj 2011 på Universal Republic Records.  Mange af sangene fra albummet stammer originalt fra Saturday Night Live som  SNL Digital Shorts.  CD-versionen af albummet indeholder en DVD med nogle af de SNL Digital Shorts.
Iblandt de medvirkende på albummet er Snoop Dogg, Akon, Rihanna, Justin Timberlake, Nicki Minaj og John Waters.

## Trackliste
| 1.  | "We're Back!"                                                                    |  |
| 2.  | "Mama"                                                                           |  |
| 3.  | "I Just Had Sex" (featuring Akon)                                                |  |
| 4.  | "Jack Sparrow" (featuring Michael Bolton)                                        |  |
| 5.  | "Attracted to Us" (featuring Beck)                                               |  |
| 6.  | "Rocky"                                                                          |  |
| 7.  | "My Mic – Interlude"                                                             |  |
| 8.  | "Turtleneck & Chain" (featuring Snoop Dogg)                                      |  |
| 9.  | "Shy Ronnie 2: Ronnie & Clyde" (featuring Rihanna)                               |  |
| 10. | "Trouble on Dookie Island"                                                       |  |
| 11. | "Falcor vs. Atreyu – Classy Skit #1"                                             |  |
| 12. | "Motherlover" (featuring Justin Timberlake)                                      |  |
| 13. | "The Creep" (featuring Nicki Minaj and John Waters)                              |  |
| 14. | "Watch Me Do Me - Classy Skit #2"                                                |  |
| 15. | "Threw It on the Ground"                                                         |  |
| 16. | "Japan"                                                                          |  |
| 17. | "After Party" (featuring Santigold)                                              |  |
| 18. | "No Homo"                                                                        |  |
| 19. | "No Homo Outro"                                                                  |  |
| 20. | "Reba (Two Worlds Collide)" (featuring Kenan Thompson, iTunes Store bonus track) |  |

| 1. | "We're Back!"                  |  |
| 2. | "I Just Had Sex"               |  |
| 3. | "The Creep"                    |  |
| 4. | "Motherlover"                  |  |
| 5. | "Shy Ronnie 2: Ronnie & Clyde" |  |
| 6. | "Threw It on the Ground"       |  |
| 7. | "We'll Kill U"                 |  |
| 8. | "Reba (Two Worlds Collide)"    |  |
| 9. | "Great Day"                    |  |

Source: 